# Гелеб (район)
Гелеб — район зоби (провінції) Ансеба, що в Еритреї. Столиця — місто Гелеб.